# Литургические цвета в римском обряде
Литургические цвета в римском обряде — цвета литургических облачений католических священнослужителей. В римском обряде Католической церкви традиция использования литургических одеяний различных цветов имеет давнюю историю. В богослужении римского обряда литургические цвета меняются, главным образом, в соответствии с годичным циклом литургического года; а также при служении особых месс и во время совершения некоторых таинств. В настоящее время используются следующие цвета — зелёный, фиолетовый, белый, красный и дополнительно — чёрный, розовый; а также белый с золотым и серебряным шитьём. В прошлом также использовались жёлтый и «пепельный» цвета.

## История
Примеры связи между цветом и христианскими понятиями встречаются уже в ранней Церкви. Святой Амвросий Медиоланский в своём «Толковании Евангелия от Луки» писал, что фиолетовый цвет характеризует исповедников, красный — мучеников, а белый — дев. Однако, использование облачений различных цветов для богослужений в зависимости от текущего литургического периода или праздника, возникло, по мнению исследователей, не раньше IX столетия.
Многочисленные монастырские уставы, созданные в X—XII веках, уже содержат указания на богослужебный цвет, главным образом, белый или чёрный. Однако устав монастыря Клюни уже в XI веке предписывает золотой и серебряный цвет облачений для праздников Рождества и Пятидесятницы.
В начале XIII века в понтификат папы Иннокентия III в Риме сложились правила, регулировавшие цвет используемых облачений. Иннокентий III в своём трактате «О святом таинстве алтаря», написанном ещё до своего избрания на папский престол, говорит об использовании белого цвета для праздников, красного — в дни мучеников, Святого Креста и на Пятидесятницу, чёрного — в периоды постов и для заупокойных месс, а зелёного — в обычные дни. Наряду с основными цветами использовались фиолетовый, алый и шафраново-жёлтый. Однако эти правила носили местный характер и очень многие монастыри и епархии имели собственные традиции, касающиеся цвета в литургическом облачении.
Общие для всей Католической церкви римского обряда правила, базирующиеся на использовании пяти основных цветов, установил папа Пий V во второй половине XVI века. Цвета литургических одежд, предписанные миссалом Пия V, употреблялись вплоть до реформы папы Павла VI середины XX века, в ходе которой в правила было внесено несколько изменений. Так, цвет процессии праздника Входа Господня в Иерусалим изменился с фиолетового на красный и чёрный цвет службы Страстной пятницы также на красный.

## Символика
Использование в литургии одеяний разного цвета имеет глубоко символический характер. Белый цвет традиционно воспринимается в Европе как цвет чистоты, невинности, а также радости и триумфа. Красный цвет — цвет крови, с древних времён Церковь считала красный — цветом мучеников. Фиолетовый цвет в латинском обряде символизирует покаяние. Чёрный цвет символизирует траур и скорбь, зелёный — цвет жизни и надежды.

## Таблица литургических цветов римского обряда
| Цвет       | Использование |
| ---------- | --- |
| Зелёный    | - Рядовое время |
| Фиолетовый | - Адвент - Великий пост - День поминовения усопших (2 ноября) - Мессы за усопших - Таинства исповеди и елеосвящения |
| Белый      | - Рождественское время - Великий четверг - Пасхальное время - Торжество Пресвятой Троицы - Праздник Обращения апостола Павла (25 января) - Праздник Кафедры святого Петра (22 февраля) - Рождество Иоанна Крестителя (24 июня) - Торжество Всех Святых (1 ноября) - Праздник апостола и евангелиста Иоанна Богослова (27 декабря) - Праздники, посвящённые Иисусу Христу - Праздники, посвящённые Деве Марии - Праздники ангелов и святых (не мучеников) - Таинства крещения, брака и священства |
| Красный    | - Пальмовое воскресенье - Великая пятница - Пятидесятница - Праздник Воздвижения святого Креста (14 сентября) - Праздники апостолов, евангелистов и мучеников - Таинство миропомазания |
| Чёрный     | - День поминовения усопших (2 ноября) - Мессы за усопших |
| Розовый    | - Третье воскресенье Адвента (Gaudete) - Четвёртое воскресенье Великого поста (Laetare) |

В наиболее торжественные дни могут использоваться праздничные или более благородные священные облачения, даже если они не соответствуют цвету дня. Конференции епископов могут определять и предлагать Апостольскому Престолу адаптацию, более соответствующую нуждам и обычаям разных народов.
В отдельных епархиях допускаются небольшие исключения из общих правил. Так в США на мессах за усопших может использоваться белый цвет, а не фиолетовый или чёрный. В данном случае белое одеяние символизирует надежду на воскресение из мёртвых.

### Форма 1960 года
Римский Миссал, пересмотренный папой римским Иоанном XXIII в 1962 году, был разрешён для использования в качестве экстраординарной формы римского обряда по motu proprio 2007 года папы Бенедикта XVI озаглавленного Summorum Pontificum. Пересмотр Миссала папой Иоанном XXIII включал изменения, которые он сделал своим motu proprio Rubricarum instructum от 29 июля 1960 года.
Ниже приведены небольшие различия между его правилами для литургических цветов и поздними правилами:
- Фиолетовый цвет носится в следующих случаях, из которых первые четыре перечисленных не включены в более поздние издания Римского Миссала:
  - Дни поста и молитвы;
  - Молебствие дней;
  - Три воскресенья перед Великим постом — Septuagesima, Sexagesima и Quinquagesima;
  - Бдения о Непорочном Зачатии Девы Марии, Рождество, Богоявление и Успение Пресвятой Богородицы;
  - Бдение Пасхи и бдение Пятидесятницы, до, но не включая Мессу;
  - Евхаристическая служба на Страстную Пятницу;
  - Месса на День поминовения усопших, если отправляется, в то время как Святые Дары выставляются.
- Красный цвет носят для благословения пальм и процессии, но не для Мессы, в Пальмовое воскресенье.
- Чёрный цвет носят:
  - На всех панихидах включая День поминовения усопших;
  - На литургии Страстной Пятницы до, но не включая евхаристической службы.
- Розовый цвет допускается в течение двух дней, как было указано выше, даже если этот цвет не был обычным.

### До 1960 года
- Фиолетовый цвет носили:
  - На Мессы Страстей Господних;
  - На праздник святых младенцев, если он выпал на воскресенье, когда красный использовался;
  - На благословение свечей в праздник Сретения Господня.
- Красный цвет носили на следующие дополнительные случаи:
  - На октаву Дня святых младенцев и на сам праздник, если он выпал на воскресенье;
  - На празднование дней в течение октавы праздника Святых апостолов Петра и Павла.

В 1955 году папа римский Пий XII пересмотрел литургический календарь, отменив все октавы, за исключением Рождества, Пасхи и Пятидесятницы.
- Белый цвет носили для празднования дней в период октавы: Рождества, Богоявления, Пасхи, Святого Иосифа, Вознесения, Тела и Крови Христовых, Святейшего Сердца Иисуса, Рождества Иоанна Крестителя, Преображения, Успения, Всех Святых, Непорочного Зачатия и Посвящение церкви.

Он также пересмотрел литургии Страстной недели, представляя использование красного цвета в Пальмовое воскресенье на благословение пальм и процессии (для которых цвет был ранее фиолетовым), но не для Мессы, и использование фиолетового цвета на Евхаристической службе в Страстную пятницу (для которой цвет ранее был чёрным).
Папа Пий X поднял ранг воскресенья обычного времени, так что на тех, которые не выходят за рамки октав,  зелёный цвет использовался вместо цвета октавы, как это было по ранним правилам.
Правила литургических цветов до времени папы Пия X по существу указаны в издании Римского Миссала, который папа Пий V обнародовал в 1570 году, за исключением тех праздников, которые не входят в его Миссал. Схема цветов в его Миссале отражала использование цветов, которые стали фиксированными в Риме в XII веке.

## Галерея
- Орнат чёрного цвета.
- Орнат красного цвета.
- Орнат зелёного цвета.
- Орнат белого цвета с золотым шитьём.
- Орнат фиолетового цвета.